# La Chaux-du-Milieu
La Chaux-du-Milieu é uma comuna da Suíça, situada no cantão de Neuchâtel. Tem 17,28 km² de área e sua população em 2018 foi estimada em 492 habitantes.